# Гемседал
Гемседал (норв. Hemsedal) — комуна у фюльке Бускеру у Норвегії. Адміністративний центр комуни — місто Трейм. Офіційна мова  — нюношк. Населення комуни на 2019 рік становить 2 491 особа. Площа комуни Гемседал — 753,46 км², код-ідентифікатор — 0618.
На гірськолижних трасах на околицях Гемседала проходили чемпіонати світу по гірськолижному спорту серед юніорів 1987 і 1991 років.

## Загальна інформація

### Назва
Стара норвезька форма назви була Hemsudalr. Другий елемент — dalr, що означає «долина». Перший елемент зазвичай сприймається як родовий відмінок назви річки Гемса (нині Гемсіль) невідомого походження, хоча норвезький філолог і лінгвіст Соф Бугдж вважав, що це може походити від староскандинавського слова hemsa, hefnsa або hofn, що означає «йти на пасовище». Норвезьке слово hems («ліжко, побудоване в невеликій кімнаті горища») названо на честь долини Гемседала.

### Герб

Герб Гемседалу

Герб було надано 2 жовтня 1992 р. за проєкт норвезького графічного дизайнера Штейна Девідсена. На гербі видно золоту рись на червоному тлі.

## Географія

Гемседал в межах Бускерюду

Гемседал знаходиться на півдні Норвегії, де схід зустрічається із заходом. З цієї причини існує два різні типи скелистих утворень, що є особливо захоплюючим для любителів гір. Комуна охоплює більшу частину долини Гемседал і Грьондален, остання є бічною долиною до Гемседалу. Більше ніж чотири п'ятих комуни розміщується на висоті 900 метрів над рівнем моря. Найвища точка комуни — гора Хьогелофт (1920 метрів над рівнем моря). Інші високі гори — Раудбергнутен (1818 метрів над рівнем моря) та Скогшорн (1728 метрів над рівнем моря). Гіднефоссен, найвищий водоспад в Бускерюді, лежить на Хорнсеті в комуні. Найбільші озера — Тислейфьордом і Сторватнет.

## Історія

### Ранній час

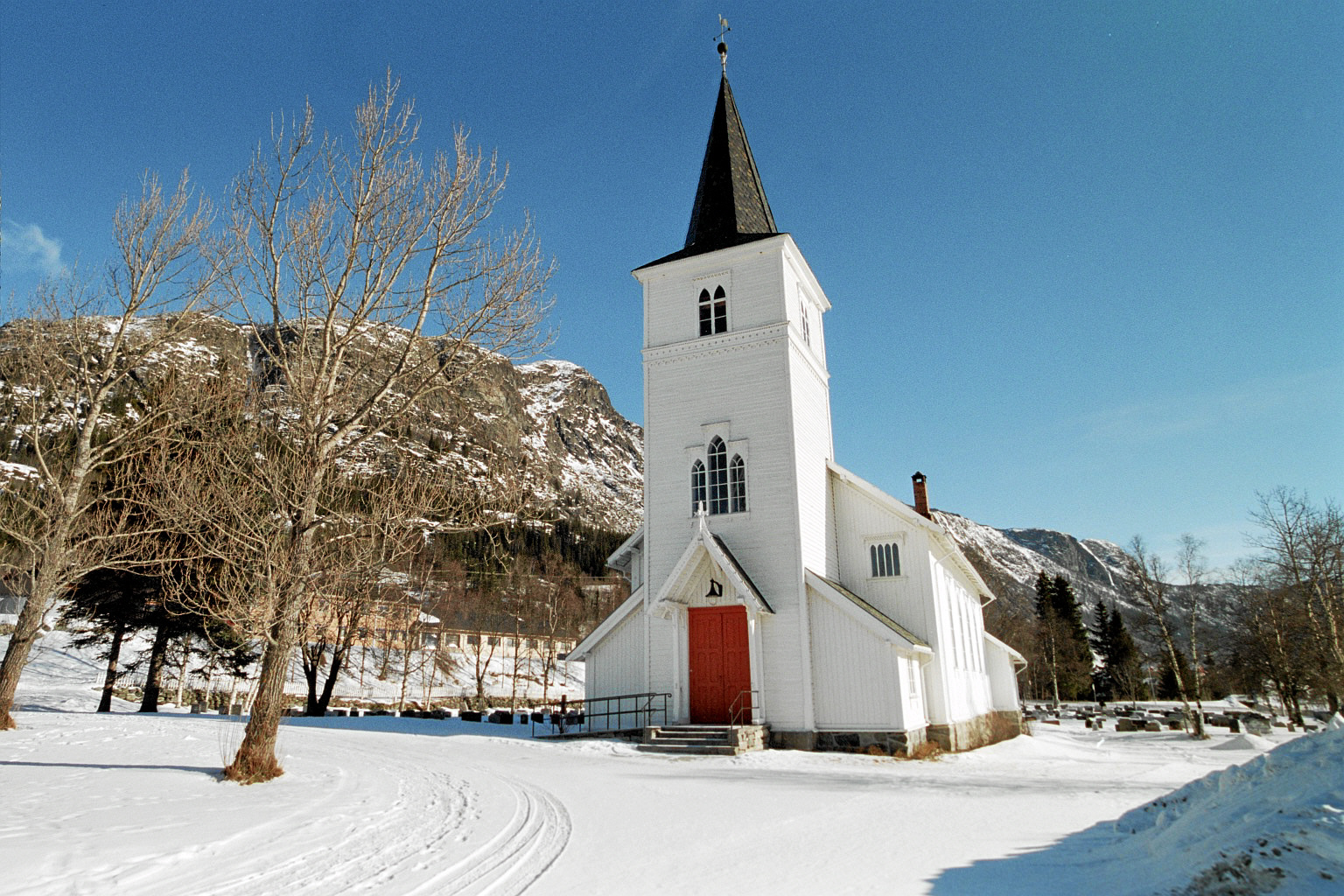
Церква Гемседалу

Вважається, що ставкірка Гемседалу (Hemsedal stavkyrkje) була побудована між 1207 та 1224 роками та вперше згадується як Екклезія Амсодал (Ecclesia Aamsodal) у рахунках та щоденниках папських нунціїв, відправлених до Скандинавії збирати десятину у 1282—1324 рр. У 1327 р. Гемседал також згадується під ім'ям Скодвінар Кірк'я і Гемсудалі (Skodvinar Kirkja i Hemsudali), тобто йдеться про альтернативні назви фермерства, де розміщувалась комуна, Киркхебьоне: Скодвін і Скаденгард (Kyrkjebøen: Skodvin and Skadengård). Ставкірку було розібрано в 1882 році.

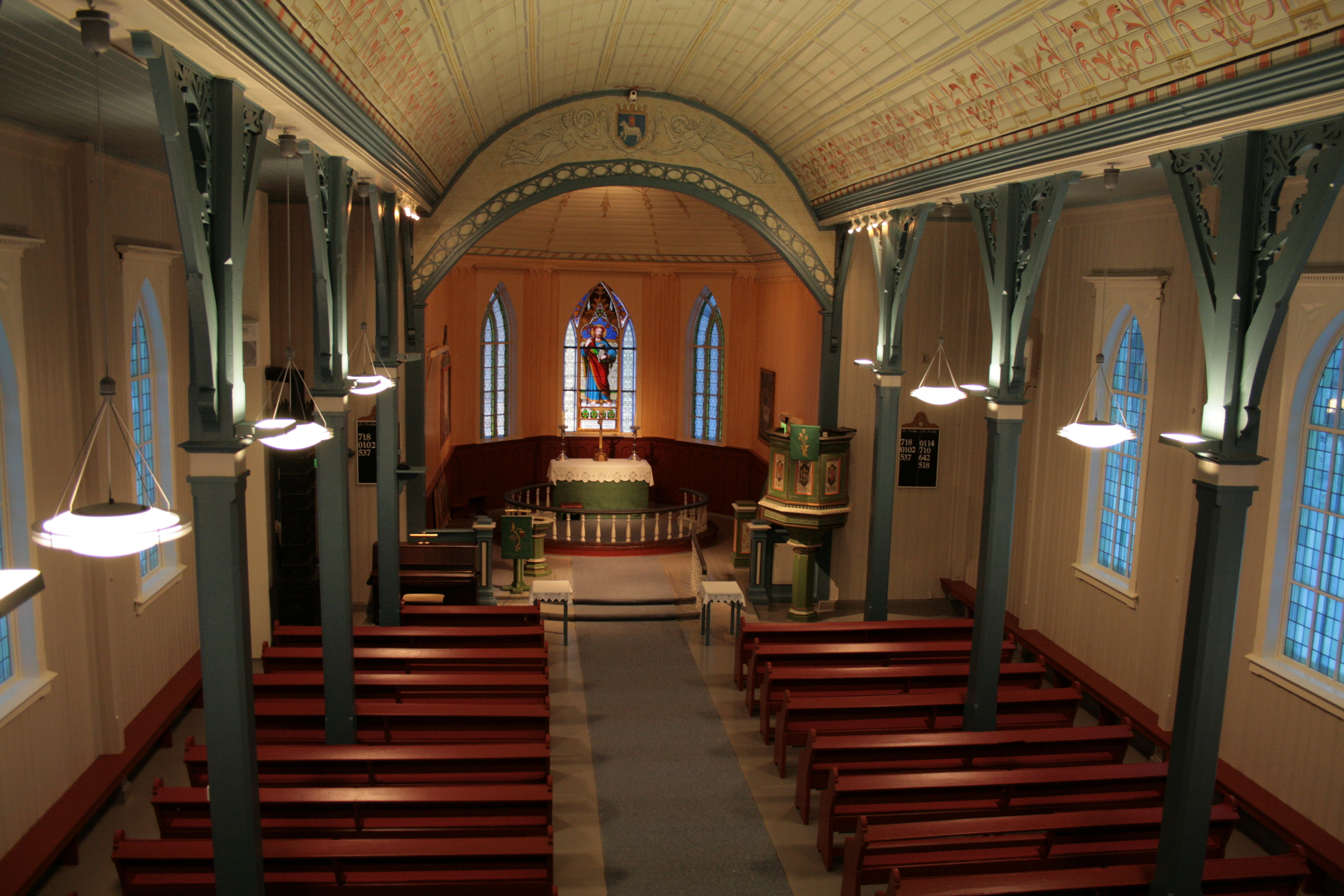
Храм Гемседалу

Церква Гемседалу (Hemsedal kyrkje) була побудована протягом 1882 року як заміна ставкірки Гемседалу. Він був побудований з дерева на основі планів архітектора Йоганнеса Генріка Ніссена. Вона має 500 місць. Орган був побудований в 1888 році норвезькими майстрами з виготовлення органів Олсеном і Йозефом Хільмар Йоргенсеном і був реставрований у 1976 році. Церква пов'язана з деканатом Халлінгдала в єпархії Тунсберг.
У долині традиційно були невеликі та середні господарства, широко розкидані по дну долини, по обидва боки річки та по схилах. Через велику висоту землеробство здебільшого сконцентрувалося на тваринництві та молочному виробництві.
У кадастрі 1647 р. В Гемседалі було лише одне господарство, достатньо велике, щоб платити всю данину. Крім того, була низка господарств, яким не нараховували данину.

### Новітній час

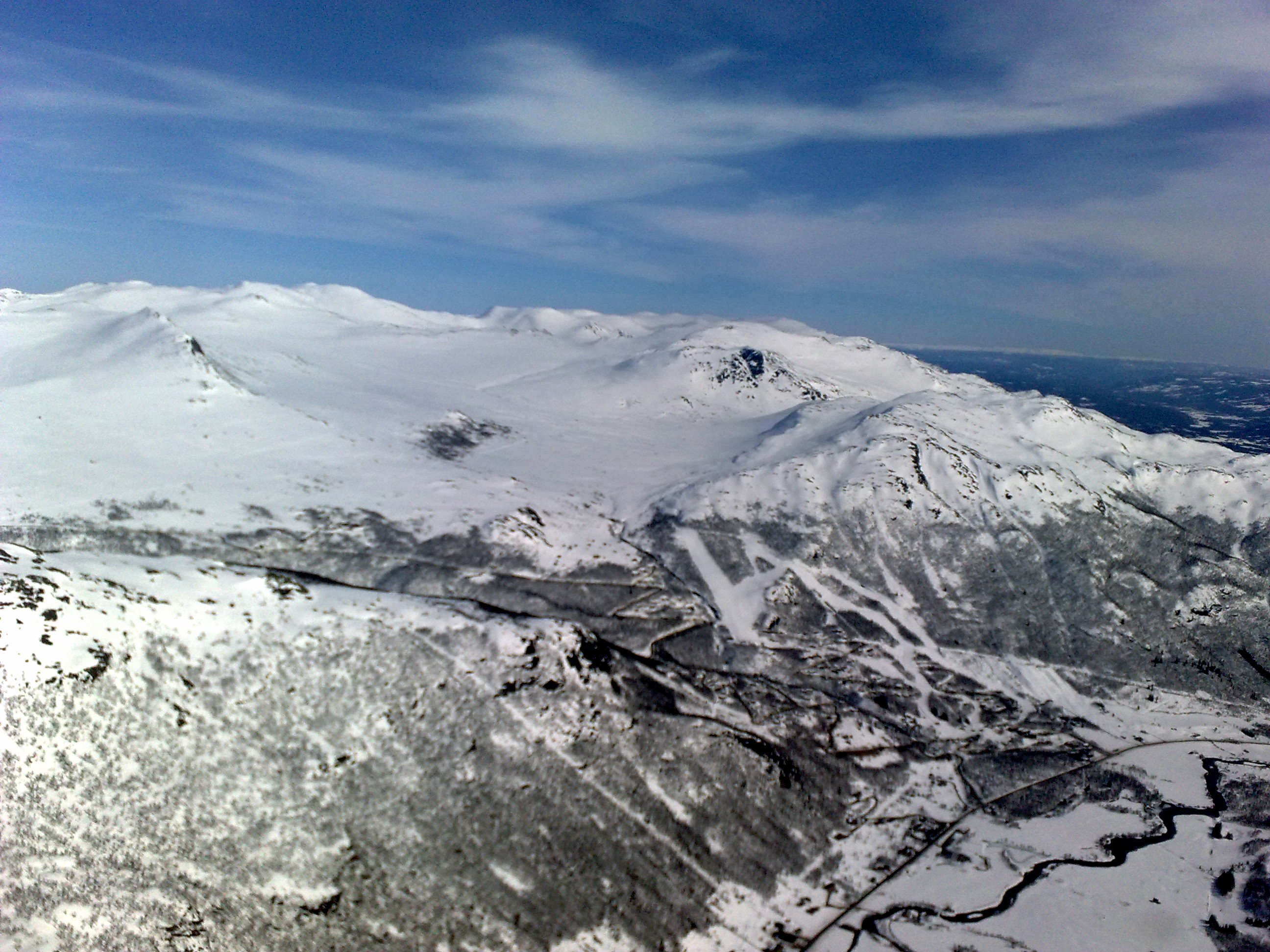
Вид з висоти пташиного польоту на Гемседал взимку

Готель Skogstad був добудований у 1905 році як перший готель комуни. До цього, у другій половині 19 століття, через село було побудовано дорогу з надією, що це стане головним маршрутом до Західної Норвегії. Однак справи різко змінилися з відкриттям Бергенської залізниці в 1909 р., а Гемседал знову став об'їздним маршрутом.

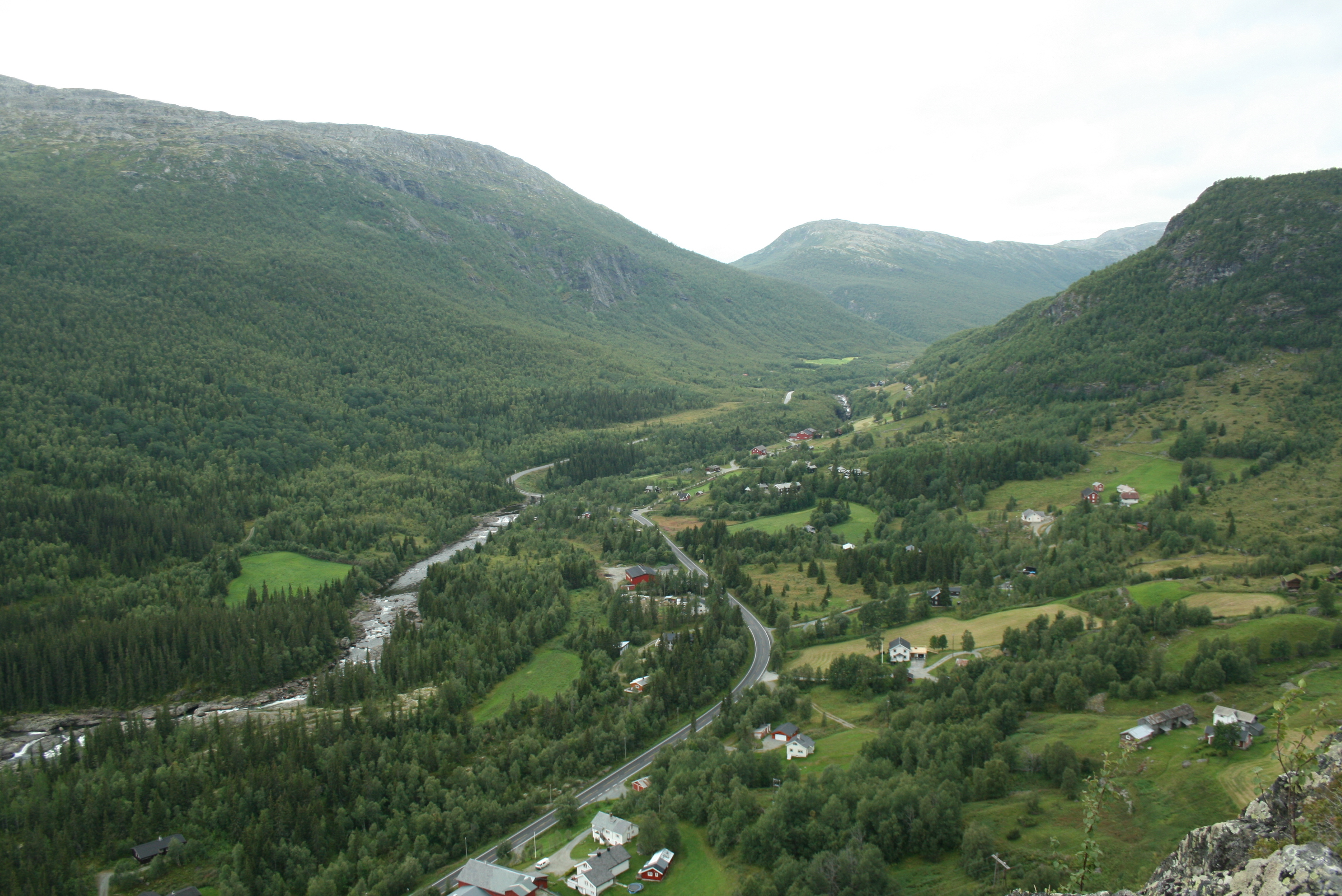
Гемседал влітку

Після Другої світової війни в долині були створені нові місця для проживання, такі як Ванґенський пансіонат (1947) та Ліккьяймський пансіонат (1953). Туристичне агентство було створено в 1939 році і в 1952 році запропонувало побудувати підйомник у Гемседалі, але це сталося лише після 1959 року, коли Фоссхаймський пансіонат створив Тоттенхейзен, 350-метровий (1150 футів) підйомник. Однак він був зірваний у 1961 році.
Skisenter Hemsedal відкрився в Голдескареті в 1961 році, а через кілька років почалося планування туристичного розвитку. За п'ять років, починаючи з 1980 року, було створено ряд нових підприємств, спрямованих на туристів. Перша крісельна канатна дорога, «Olaheisen», відкрилася в 1983 році. Туризм продовжував зростати в економічному значенні для Гемседалу. Більше половини відвідувачів приїжджають з-за кордону. Зараз Гемседал також популярний у літній сезон, завдяки можливостям для риболовлі, туризму, альпінізму, їзди на велосипеді, гольфу та інших заходів.

## Демографія

### Кількість населення
У 1647 році населення становило близько 400 чоловік (точна кількість невідома). До середини 19 століття чисельність населення постійно збільшувалася. У 1845 році в комуні проживало 1775 чоловік. Однак протягом наступних 75 років населення знову скоротилося. У 1920 році кількість впала до 1358, перш ніж знову почати зростати.

Діаграма демографічних змін за останні 60 років.

### Соціальна демографія
| Стать станом на 1 січня 2005 року |         |          |       |
|                                   | жінки   | чоловіки | разом |
| особи                             | 959     | 950      | 1909  |
| %                                 | 50,24 % | 49,76 %  | 100 % |

| Освіченість станом на 1 жовтня 2004 року |               |                |             |          |
|                                          | базова освіта | середня освіта | вища освіта | невідомо |
| особи                                    | 250           | 888            | 271         | 61       |
| %                                        | 17,01 %       | 60,41 %        | 18,44 %     | 4,15 %   |

### Етнодемографія
Кількість меншин (1-е та 2-е покоління) у Гемседалі за країнами походження у 2019 році:
| Походження | Кількість |
| ---------- | --------- |
| Польща     | 136       |
| Швеція     | 131       |
| Литва      | 60        |
| Німеччина  | 25        |
| Еритрея    | 19        |
| Ірак       | 16        |
| Філіппіни  | 4         |

## Економіка

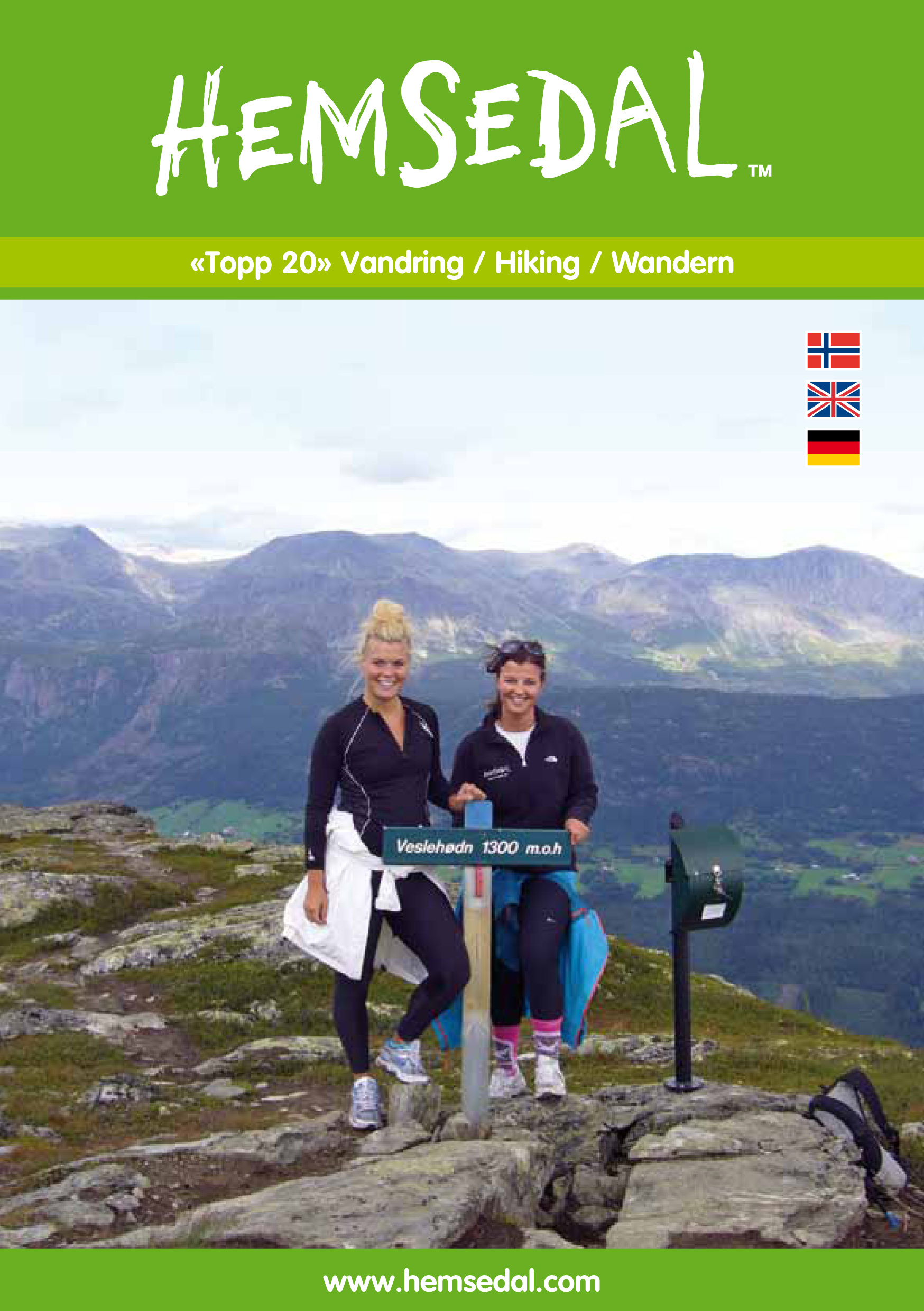
Змагання гірськолижного спорту 2011 рік

Економіка Гемседалу традиційно базується на сільському господарстві і наразі активно розвивається сфера туризму.

### Туризм
Одним із перших туристів Гемседалу був норвезький полярний дослідник Фрітьоф Нансен, який відвідав комуну в 1898 році, та зупинився у Бьоберзькому фельдстуе. Сьогодні Гемседал — популярний туристичний маршрут, головна визначна пам'ятка — «Hemsedal Skisenter». Близько 70 % туристів відвідують комуну в зимовий сезон (грудень — травень), а інші 30 % — у літні місяці.
«Hemsedal Skisenter» — другий за величиною гірськолижний курорт Норвегії. Гірськолижні центри в Гемседалі та Гріндалені були придбані у 2000 році шведською компанією «Sälenstjärnen», яка наступного року змінила назву на «Skistar».

## Події та пам'ятки
- Рюкандефоссен — подвійний водоспад 18-ти метрів, розташований поблизу села Тув.[13]
- «Hemsedal Bygdetun» — невеликий музей артефактів початку XVIII століття.[14]
- «Hemsedal Top 20» пропонує альпінізм у літні місяці.[15]

## Визначні мешканці
- Йозеф Монсруд (1922—2009) був норвезьким лісником та учасником опору під час Другої світової війни. У віці двадцяти років він приєднався до групи опору Освальда. Він пройшов якусь початкову підготовку і був прийнятий на посаду охоронця суворо незаконної Комуністичної партії Норвегії, яка мала секретну базу в Гемседалі.
- Кьелл Венос (народився в Гемседалі 1927 р.) — норвезький філолог. Більшу частину своєї кар'єри він провів в університеті Осло в якості викладача та професора (з 1971 по 1997 р.), спеціалізуючись на дослідженні новонорвезької мови.
- Інгрід Вігернес (народилася в Гемседалі 1928 р.) — норвезька лижниця, яка завоювала срібну медаль у естафеті 3 × 5 км на чемпіонаті світу 1966 року.
- Ерік Велло (народився в Гемседалі 1961 року) — норвезький композитор і музикант, гітарист і синтетист, відомий своєю електронною та ембієнтною музикою.
- Хеге Нерланд (1966—2007) була норвезьким політиком соціалістичної партії. Брала участь у політичному житті рідного Гемседалу.
- Гейр Скі (нар. 1980) — норвезький шеф-кухар та ресторатор, який працював у готелі «Skarsnuten» в Гемседалі.
- Ерік Сольбаккен (народився в Гемседалі 1984 р.) — норвезький телеведучий. Солбаккен був одним із ведучих пісенного конкурсу «Євробачення-2010».
- Ейрік Маркегор (народився в Гемседалі 1984 р.) — відомий норвезький футболіст.

## Галерея

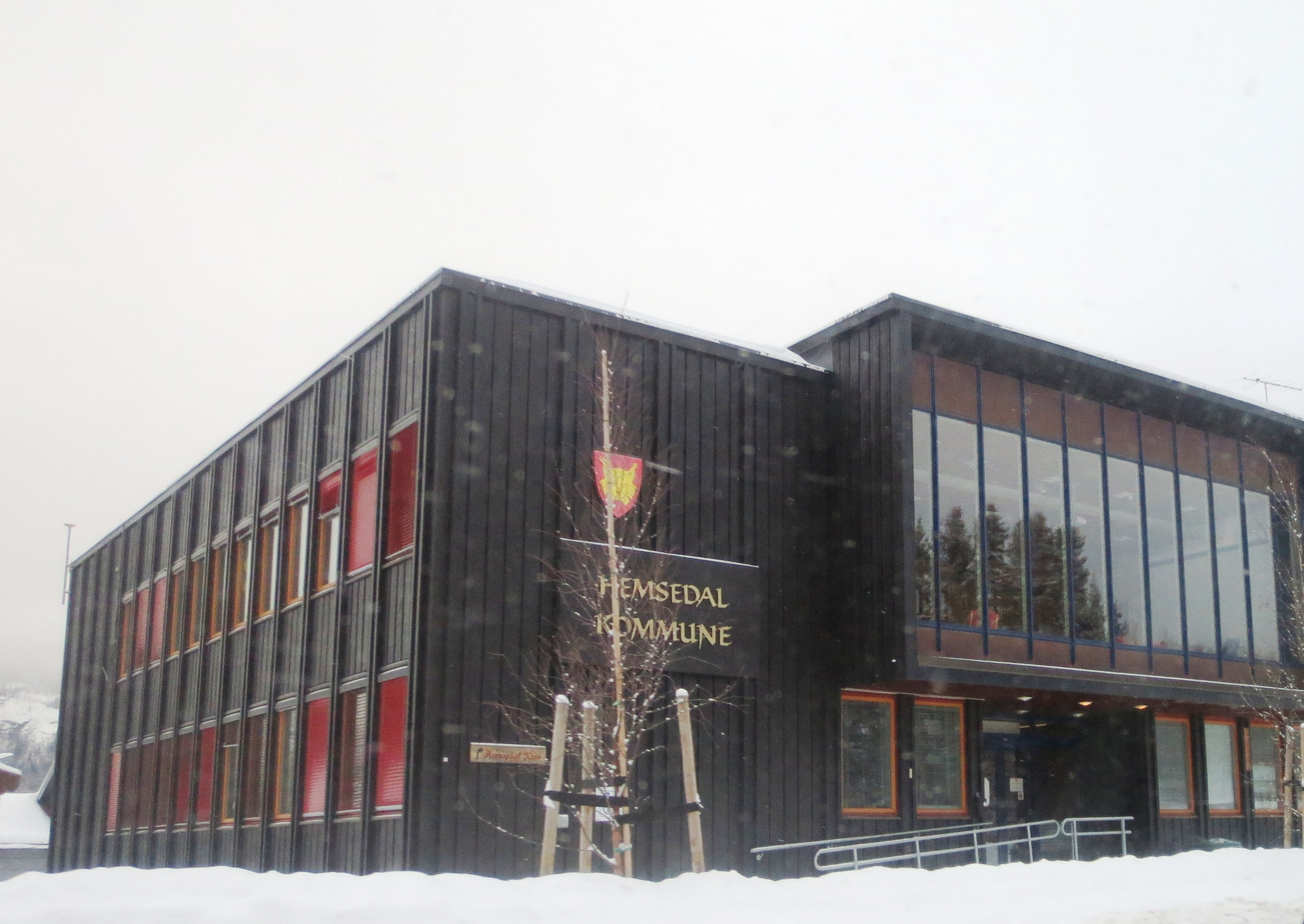
Місцеве управління
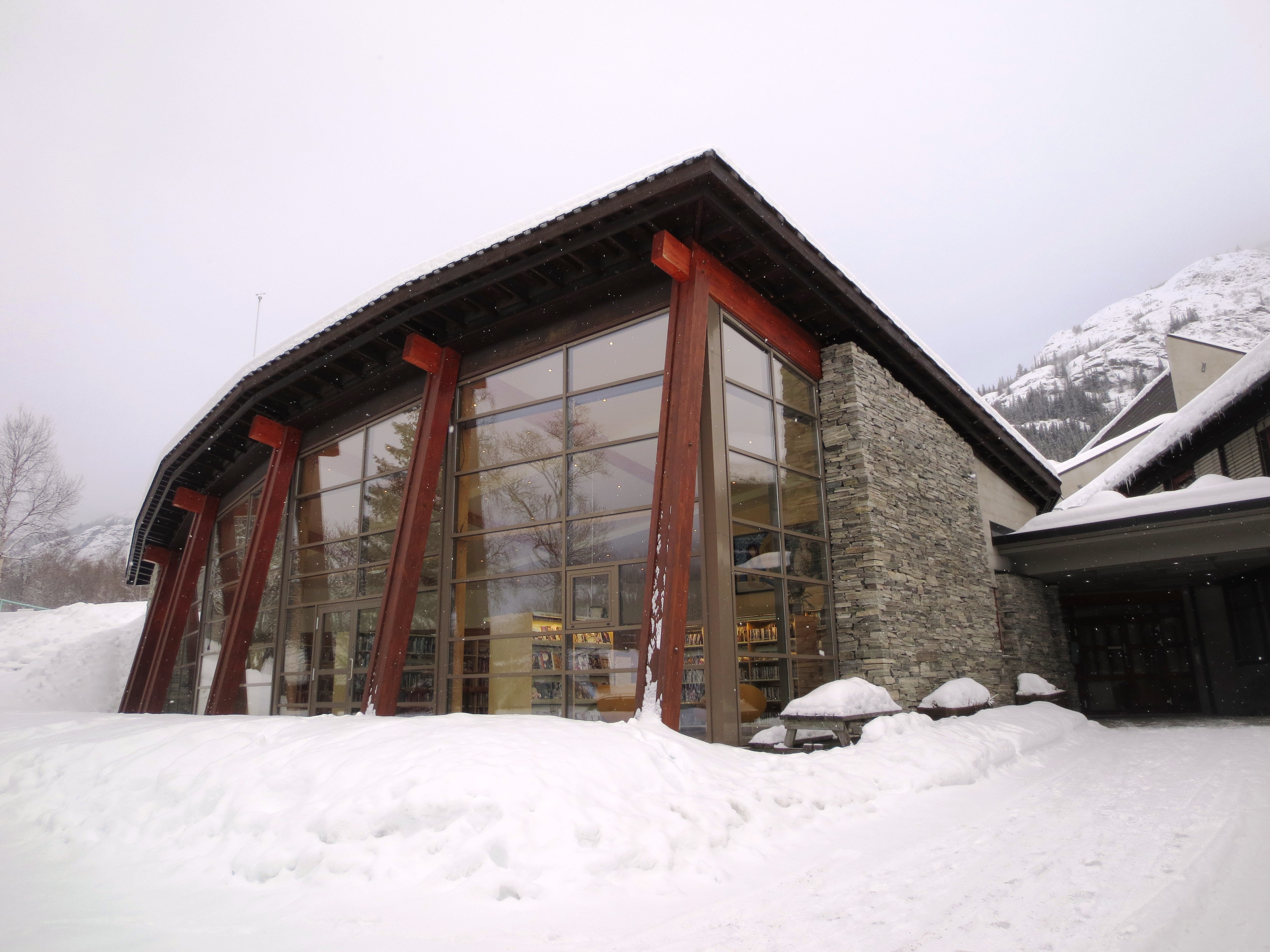
Бібліотека Гемседалу
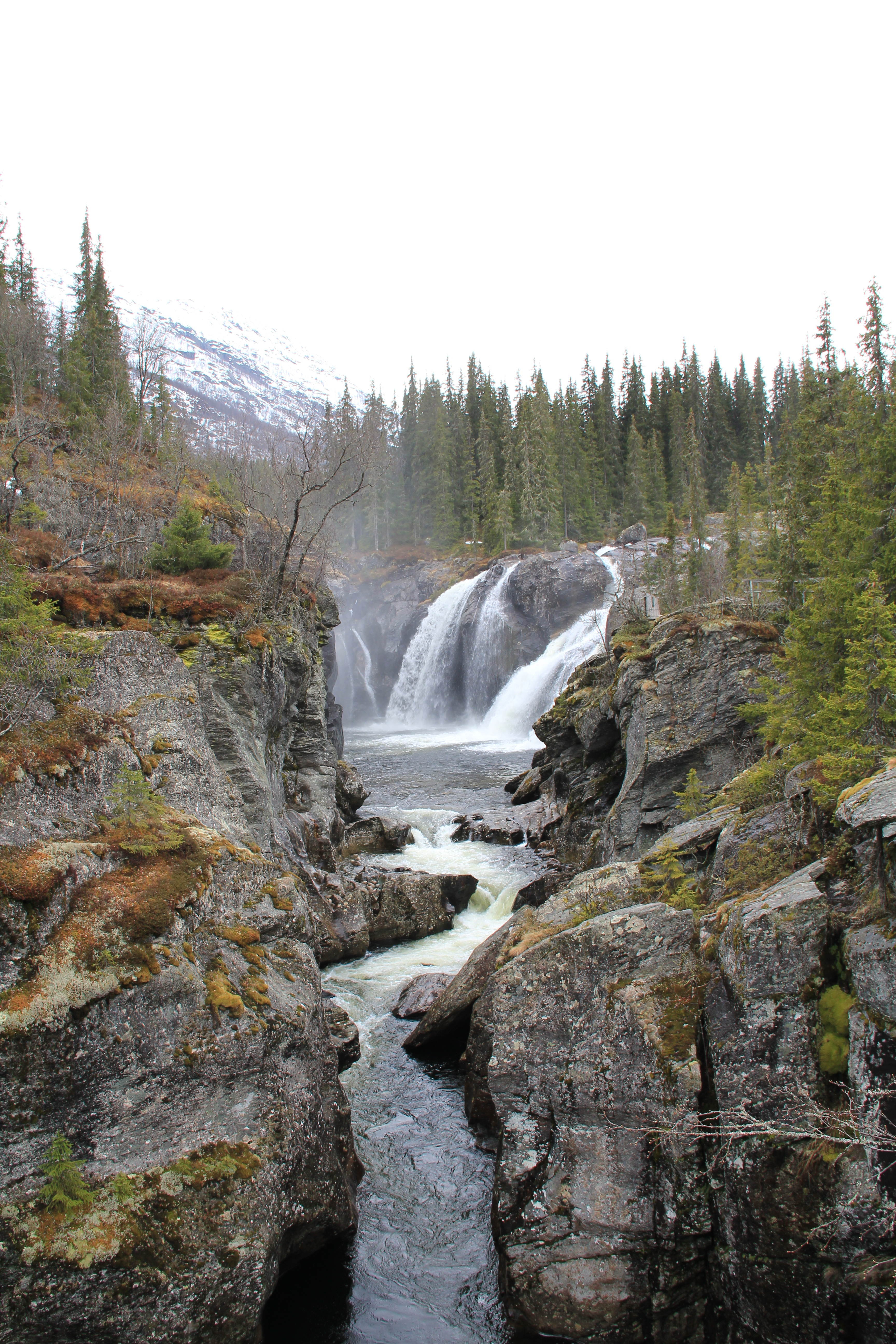
Водоспад Рюкандефосен
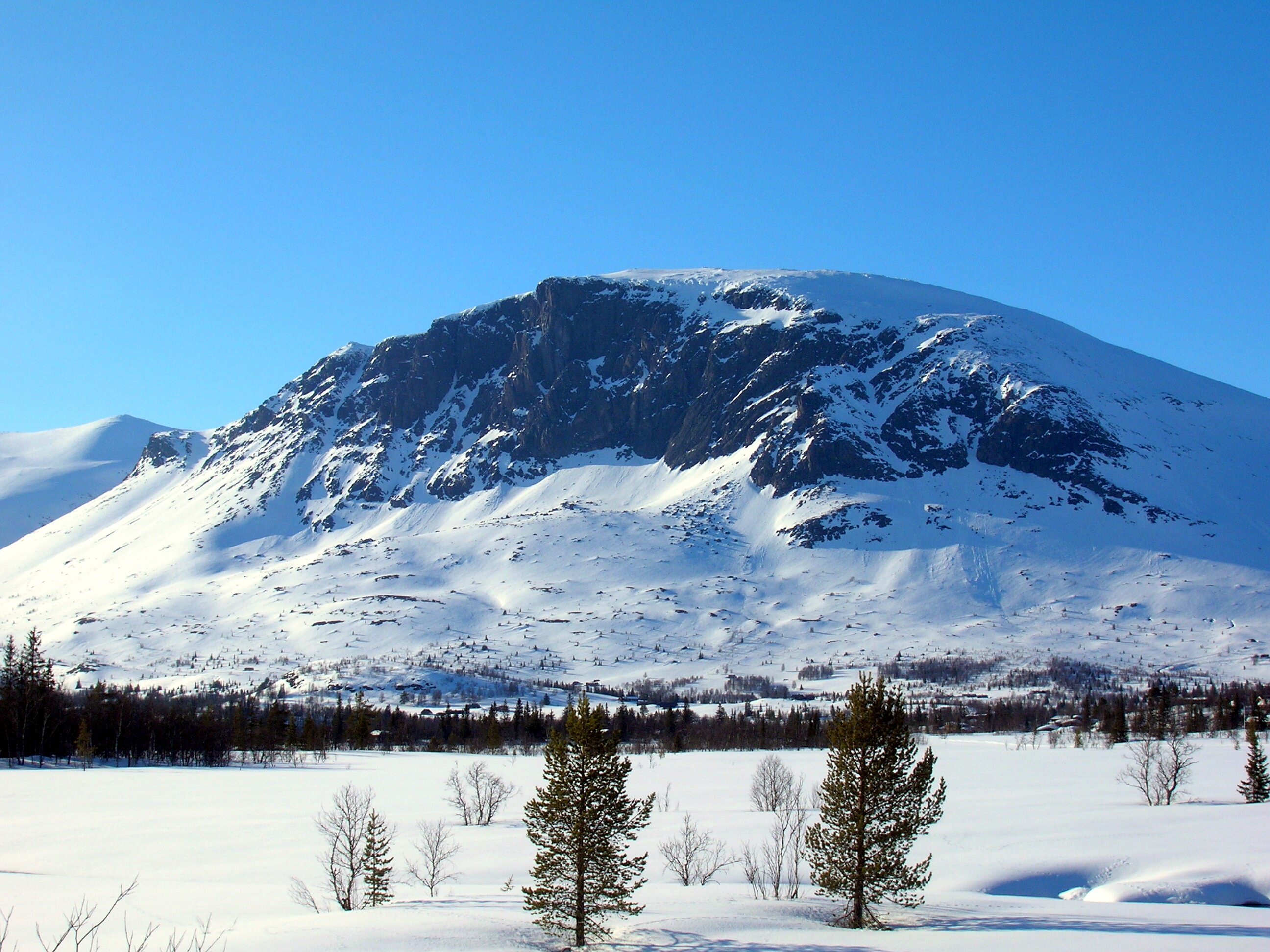
Гора Скогшорн
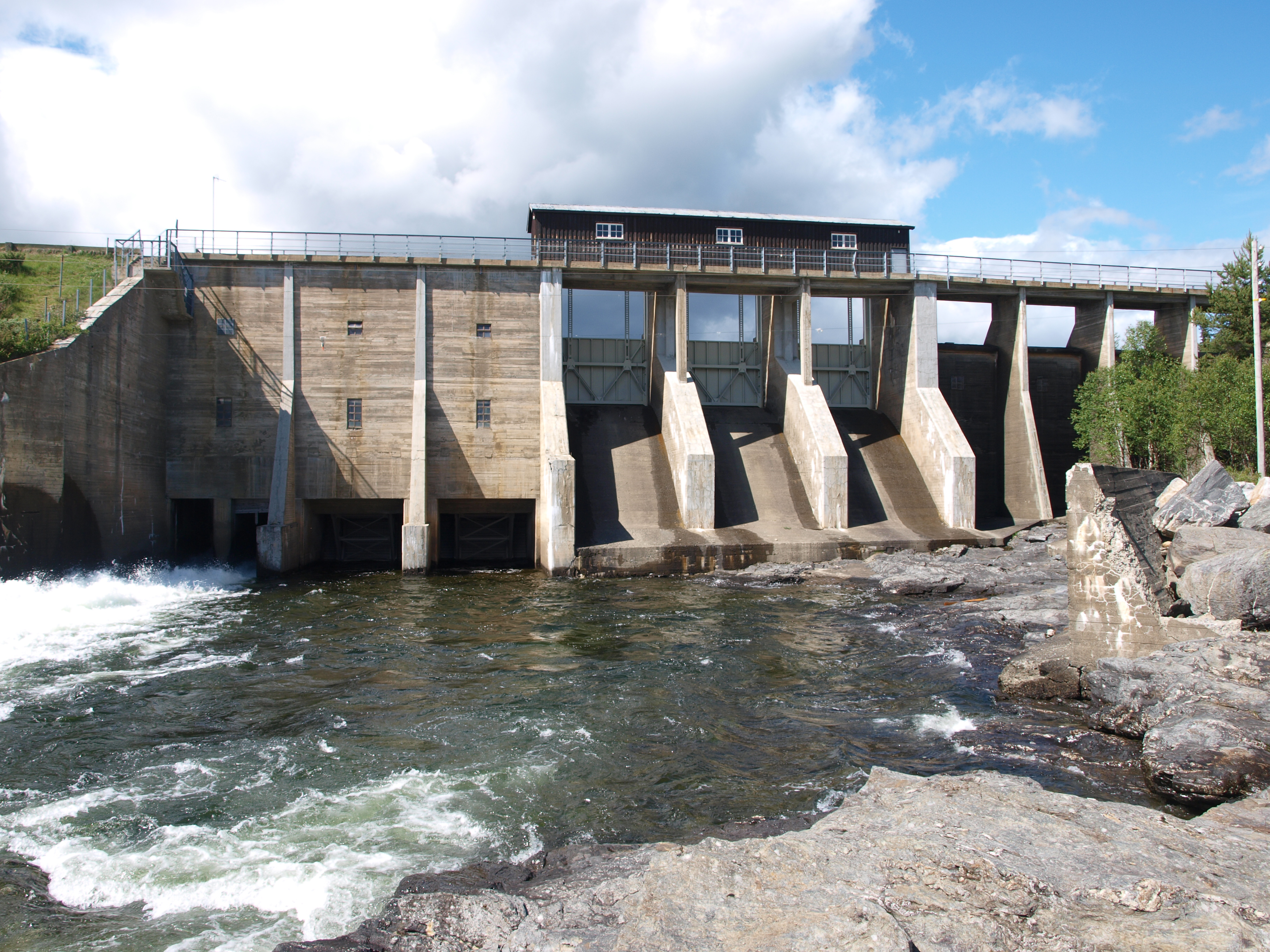
Гребля озера Тислейфьордом
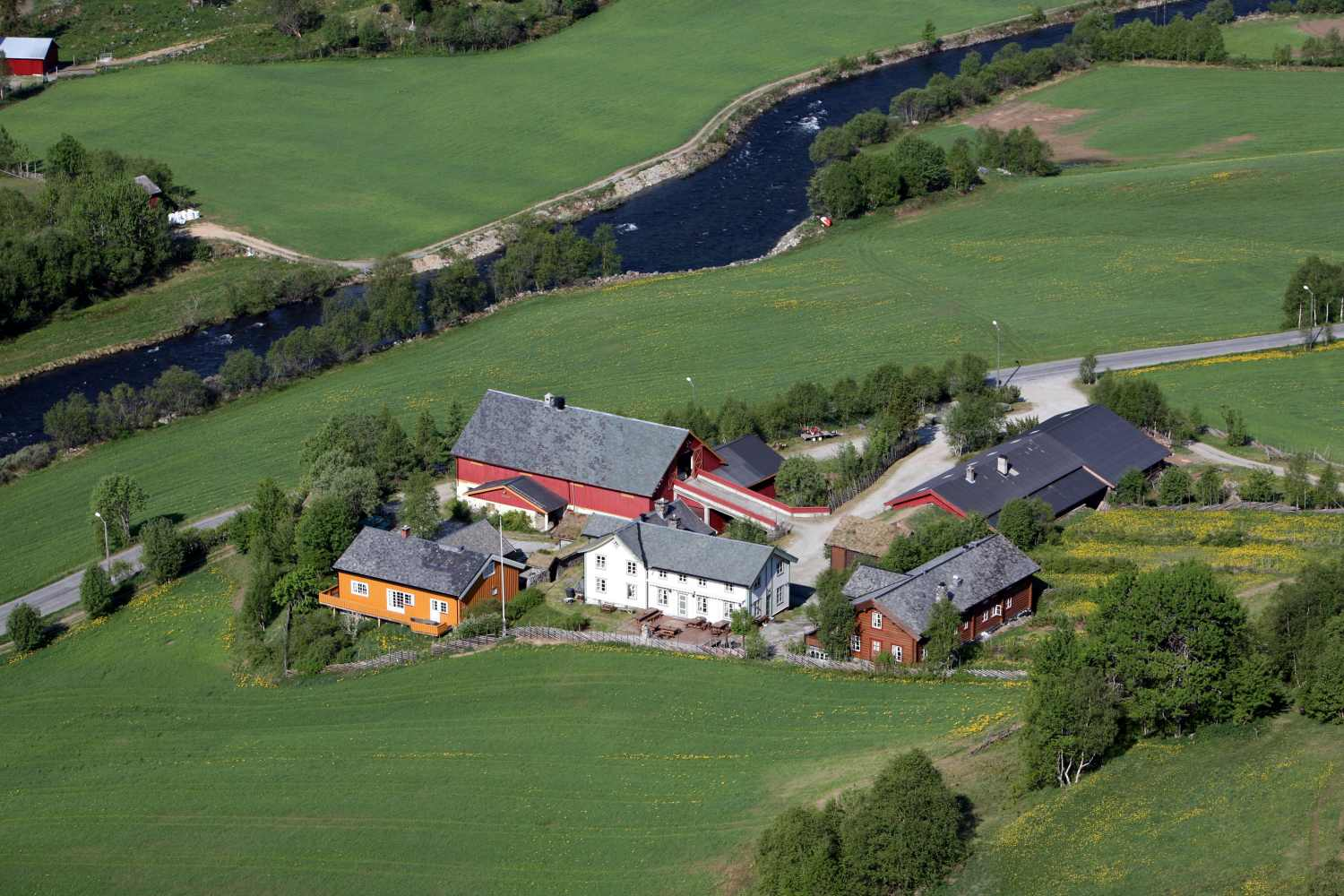
Готель Fausko Skysstasjon

## Зовнішні лінки
- Вебсайт комуни Гемседал [Архівовано 18 липня 2012 у Wayback Machine.]
- Skisenter [Архівовано 6 серпня 2020 у Wayback Machine.]
- Готель «Skogstad» [Архівовано 8 грудня 2019 у Wayback Machine.]